# Roll Call (album de Hank Mobley)
Pour le journal politique américain, voir Roll Call.
Roll Call est un album du saxophoniste de jazz Hank Mobley enregistré en 1960 et sorti en 1961.

## Pistes
Les compositions sont de Hank Mobley sauf indication contraire
1. Roll Call - 10:33
2. My Groove Your Move - 6:07
3. Take Your Pick - 5:27
4. A Baptist Beat - 8:54
5. The More I See You (Warren, Gordon) - 6:47
6. The Breakdown - 4:57
7. A Baptist Beat [alternate take] - 9:42 piste bonus sur le CD

## Musiciens
- Hank Mobley – saxophone ténor
- Freddie Hubbard - trompette
- Wynton Kelly – piano
- Paul Chambers – contrebasse
- Art Blakey – batterie